# Шова, Семён Констанинович
Семён Константинович Шова — советский хозяйственный, государственный и политический деятель, Герой Социалистического Труда. Член КПСС.

## Биография
Родился в 1933 году в селе Стерче.
С 1941 года — на хозяйственной, общественной и политической работе. В 1941—1993 гг. — батрак, ездовой, прицепщик, тракторист в колхозе «Завет Ильича» Глыбокского района Черновицкой области, в Вооруженных Силах СССР, тракторист, бригадир тракторной бригады колхоза «Завет Ильича» Глыбокского района Черновицкой области.
Указом Президиума Верховного Совета СССР от от 22 декабря 1977 года присвоено звание Героя Социалистического Труда с вручением ордена Ленина и золотой медали «Серп и Молот».
Делегат XXVII съезда КПСС.
Умер в селе Стерче в 2005 году.